# Leiopelmovití
Leiopelmovití (Leiopelmatidae) je čeleď žab, která se vyskytuje na Severním ostrově a na severních skalnatých ostrůvcích jižního ostrova Novém Zélandu.
Zástupci tohoto rodu (Leiopelma) jsou poměrně malé a nenápadné žáby. Dorůstají maximálně 5 cm délky. Jsou aktivní hlavně v noci.
Rod Ascaphus čeledi Ascaphidae (ocasatkovití) je anatomicky podobný a někteří vědci ho proto zařazují do této čeledi jako další rod.
Synonyma
- Leiopelmatina (Mivart, 1869)

## Taxonomie
čeleď Leiopelmatidae
- rod Leiopelma (Fitzinger, 1861)
  - druh Leiopelma archeyi (Turbott, 1942) – leiopelma Archeyova
  - druh Leiopelma hamiltoni (McCulloch, 1919) – leiopelma Hamiltonova
  - druh Leiopelma hochstetteri (Fitzinger, 1861) – leiopelma novozélandská
  - druh Leiopelma pakeka (Bell, Daugherty, and Hay, 1998) – leiopelma maudská

vymřelé druhy:
- Leiopelma auroraensis † (Worthy, 1987)
- Leiopelma markhami † (Worthy, 1987)
- Leiopelma waitomoensis † (Worthy, 1987)